# Unity (海底光缆)
Unity是2010年4月建设完成的日本与美国之间的跨太平洋海底電纜系统。
Unity电缆系统由多条“Tb級”电缆线路组成，总长度10,000公里，容量高达7.68 Tbit/s。线缆施工由Bharti Airtel、Global Transit、Google、KDDI、Pacnet和新加坡电信在2008年2月组成的联合体出资。Unity的安装费用约为3亿美元，在完成后将增加约20%跨太平洋电缆容量。

## 历史

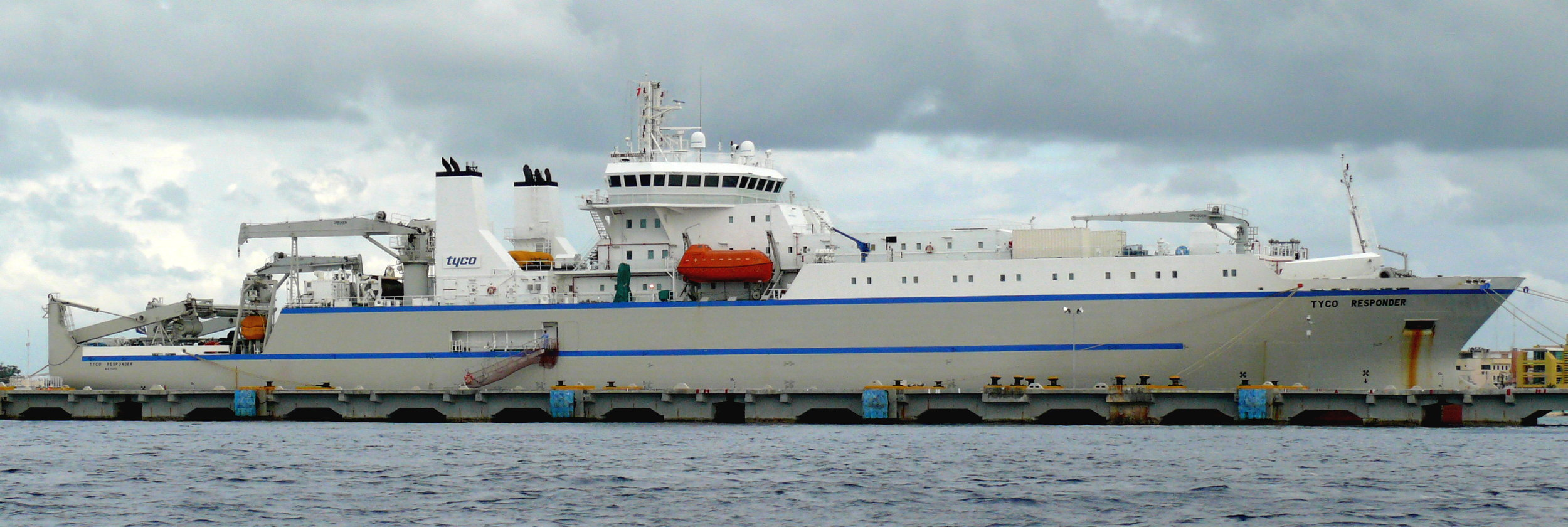
电缆铺设船CS Tyco Resolute被用于安装Unity水下通信电缆

2008年2月，由Bharti Airtel、Global Transit、Google、KDDI公司、Pacnet和新加坡电信组成的联合体宣布，他们将按协议建造一条高带宽海底光纤电缆，连接美国与日本，建设成本约3亿美元。
签字仪式2008年2月23日在东京举行，承包Unity的NEC公司和泰科电讯将负责建设和安装该系统。两公司在2008年6月开始建设此项目。2009年11月，电缆抵达日本。2010年4月，电缆测试完毕，可以开始提供服务。

## 规格
Unity是一条总长度约10,000公里的跨太平洋电缆，坐落在东京附近千葉縣海岸的千仓町和美国西海岸的洛杉矶及其他网络接入点之间。Unity在千仓也连通其他电缆系统。
新的五光纤对电缆系统具有五对光纤，每个光纤对能提供高达每秒960Gb/s（吉比特）的容量。凭借高光纤对数，Unity可以以较低单元成本提供更高容量。
Unity初步预计将增加跨太平洋电缆系统的20%容量，增加每秒7.68T/s（太比特）跨太平洋带宽。